# Pancorius dentichelis
Pancorius dentichelis är en spindelart som först beskrevs av Simon 1899.  Pancorius dentichelis ingår i släktet Pancorius och familjen hoppspindlar. Inga underarter finns listade i Catalogue of Life.